# سی پرینسس
سی پرینسس (به انگلیسی: Sea Princess) یک کشتی است که طول آن ۲۶۱ متر (۸۵۶ فوت) می‌باشد. این کشتی در سال ۱۹۹۸ ساخته شد.